# والي رودريغيز
والي رودريغيز (بالإسبانية: Wally Rodriguez)‏ هو فنان تشكيلي مكسيكي، ولد في 1960 في مدينة مكسيكو في المكسيك.